# Karim Laghouag
Karim Florent Laghouag (ur. 4 sierpnia 1975) – francuski jeździec sportowy. Złoty medalista olimpijski z Rio de Janeiro.
Sukcesy odnosi we Wszechstronnym Konkursie Konia Wierzchowego. Zawody w 2016 były jego pierwszymi igrzyskami olimpijskimi. W Brazylii indywidualnie zajął dwudzieste ósme miejsce i zdobył złoty medal w drużynie, tworzyli ją ponadto Astier Nicolas, Mathieu Lemoine i Thibaut Vallette. Startował na koniu Entebbe. W 2013 i 2015 był brązowym medalistą mistrzostw Europy w drużynie.